# 7117-es mellékút (Magyarország)
A 7117-es számú mellékút egy négy számjegyű mellékút Veszprém vármegye területén, a Tihanyi-félszigeten. Kizárólag Tihany közigazgatási területén húzódik, ennek ellenére jelentős útvonal, nemcsak azért, mert közúti kapcsolatokat teremt a turisták által rendkívül kedvelt település számára, de a szántódi rév kiszolgálásával összeköttetést biztosít a Balaton északi és déli partja, Veszprém és Somogy vármegyék között.

## Nyomvonala
A 71-es főútból ágazik ki, annak 42+600-as kilométerszelvényénél, Tihany északkeleti külterületén, délkelet felé. Sokáig közvetlenül a Balaton partja mellett halad; 350 méter után beletorkollik a 71 801-es számú mellékút (amely afféle önállóan számozódó deltaág), innentől kezdve a jobb (délnyugati) oldalán Tihany üdülői és a gödrösi községrész lakóházai kísérik. Nem sokkal 2. kilométere előtt már pontosan keleti, sőt enyhén északkeleti irányba tart, ám ezt az irányt nem követi túl sokáig. 3. kilométerénél kicsit távolabbra kerül a parttól, itt található a Balatoni Hajózási Zrt. tihanyi kikötője. Idáig a neve Lepke sor, innentől délnek fordul és a Klebelsberg Kunó utca nevet veszi fel. 3,7 után kiágazik belőle a 71 122-es út (Fürdőtelepi utca), amely átkötést biztosít a település központja felé. A továbbiakban ismét a Balaton partján halad, előbb déli, majd 5. és 6. kilométere között egyre inkább délnyugati irányba.
6,3 kilométer után éri el legdélebbi pontját, ott kiágazik belőle a révállomáshoz vezető rövid önkormányzati útszakasz (ez a komp felhajtójáig tart), a 7117-es pedig észak-északnyugati irányba fordul, Rév utca néven. A folytatásban egy szakaszán a Cserhegy, majd a Kossuth Lajos utca nevet viseli, itt néhol északkeleti illetve keleti irányba halad, közben a 8+300-as kilométerszelvényénél visszatorkollik a 71 122-es út, majd 8,4 kilométernél leágazik egy önkormányzati út a Belső-tó felé. A 9. kilométerénél éri el a település központját északi-északnyugati irányba haladva (az útról egy bazaltlépcsőn lehet feljutni a Tihanyi apátsághoz), majd nyugatabbi irányt vesz. 10. kilométere körül elhagyja a község lakott területét, majd 11. kilométere környékén egy levendulamező déli szélén halad, majd ismét Gödrös közelében, immár a lakóházaktól délre. A 71-es főútba visszatorkollva ér véget, annak 43+400-as kilométerszelvényénél, még itt is tihanyi közigazgatási területen, csaknem másfél kilométerre Aszófő lakott területének határától. Utolsó, nagyjából 300 méteres szakaszára már majdnem pontosan északnyugati irányt vesz.
Teljes hossza, az országos közutak térképes nyilvántartását szolgáló kira.gov.hu adatbázisa szerint 11,730 kilométer.

## Hídjai
Egy jelentősebb hídja van, egy közút felett átívelő híd a 3+643 kilométerszelvényében, amely 1960-61-ben épült.